# 保羅·魯菲尼
保羅·魯菲尼（義大利語：Paolo Ruffini，1765年9月22日—1822年5月10日），義大利數學家、哲學家，曾證明五次方程式及更高次的方程式沒有公式解，但證明並不完整，並且他發明了多項式除法的魯菲尼定律，以及在群論中有很多貢獻。